# العدف (تعز)
العدف هي إحدى قرى الجمهورية اليمنية. وهي تتبع جغرافيًا لمحافظة تعز. وإداريًا لمديرية جبل حبشي. يبلغ تعداد سكانها 3120 نسمة حسب الإحصاء الذي جرى عام 2004.